# 牽引車
牽引車（けんいんしゃ）は、何らかの理由で自力運転ができない他の電車などの最前部もしくは最後尾に連結し、本線上を運転するための事業用電車（職用車）の一種である。

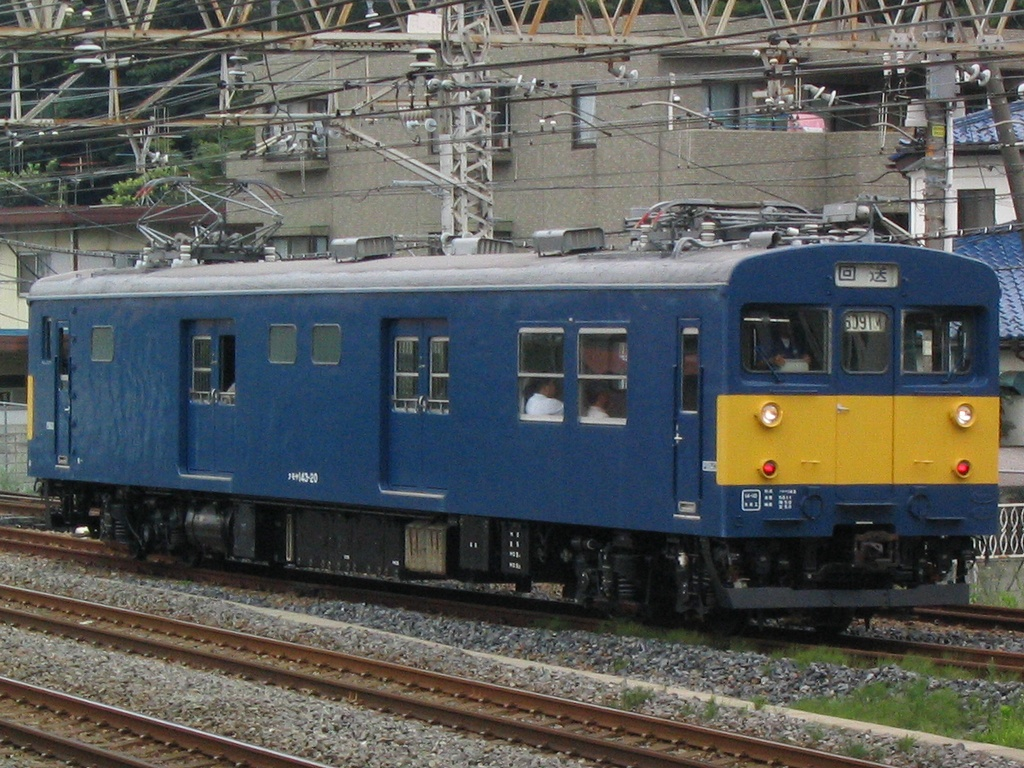
クモヤ143

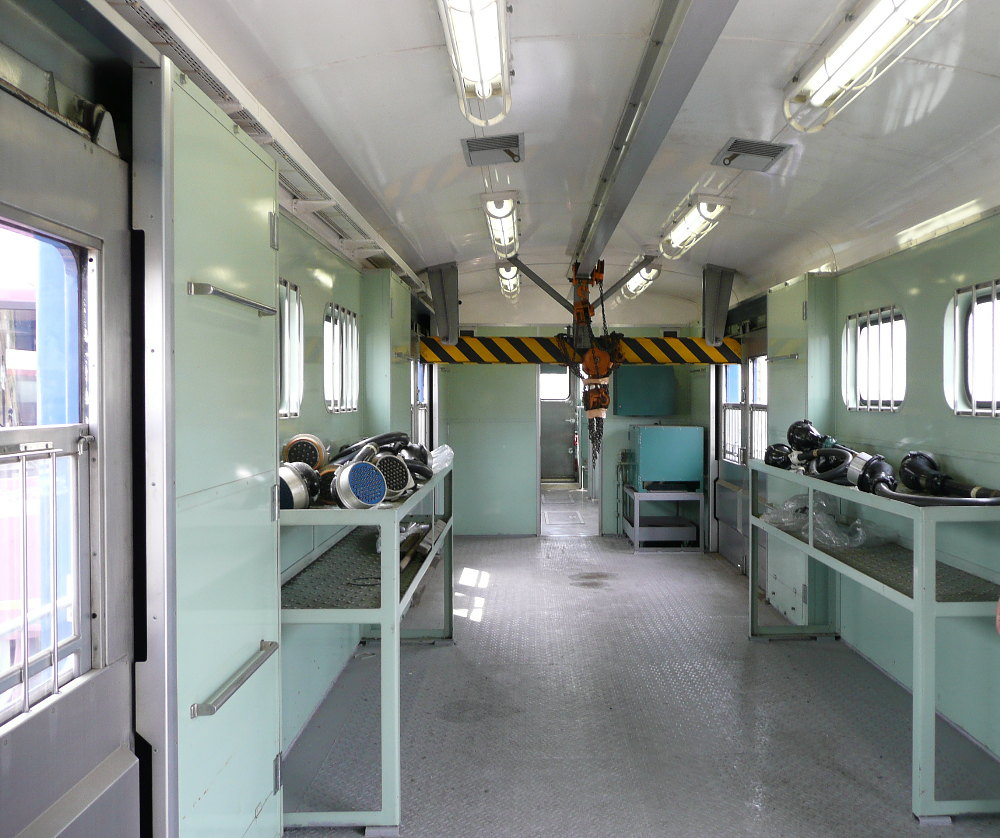
車内に搭載されているジャンパ
（クモヤ143）

## 概要
被牽引車両の工場への入場や配置転換の際の配給列車や工場出場時の試運転列車の先頭に立ち、単独で自力走行できない車両の牽引・制御をするための車両である。電車の自力走行ができない理由として、下記のような場合がある。
- 走行用機器・制御機器の故障、検査切れ。
- 編成分割により先頭車（制御車）や動力車が連結されていない。
- ATS・ATCなどの保安機器を搭載する車両が連結されていないか、走行する線区に適合しない。
- 電化方式が異なる、あるいは非電化の区間。

そのため牽引車は、主幹制御器がある運転台、主制御器、主電動機を有し、各線区にて多種の形式の電車を牽引するため、数種類のATS・ATCに対応した保安機器、および各車両形式を制御するために必要なジャンパ連結器、制御信号の読替装置を搭載している。
日本国有鉄道（国鉄）を例に取ると、80系電車が登場するまでは、電動車には運転台があるのが当然であり、工場への入場に際しても上記の故障の場合を除いて牽引車は必要なかったが（ちなみに気動車においては21世紀現在に至るまで同様の事情であり、「運転台または動力のない車両」は国鉄・JR・私鉄とも特急型・急行型や一部の例外的な車両を除いて存在していない。なお、「気動車の一種としての牽引車」は国鉄史上には存在しない）、80系以降の電車は先頭車を付随車とし、電動車を運転台のない中間電動車とするケースが多くなり、新性能電車ではこれが標準となったことから、こうした制御付随車や中間電動車を制御牽引する車種が必要となったものである。こうした要請から、多くが新性能車と旧性能車両方の牽引・制御が可能な構造となっていた。なお、機関車を使用せずに電車の一種としての牽引車を使用したのは、国鉄の組織上電車と機関車は別の部署にあり運転手の職種としても別で連結器も別であったことから、電車側の都合で機関車を自在に使用することが難しかったためである（鉄道ピクトリアル2012年9月号「事業用車両」P11）。
他の事業用車の例に漏れず、陳腐化した旧形車両を改造したものが多いが、クモヤ143のように新造されたケースもある。その任務上、両運転台車がほとんどである。中には工場内専用として、鉄道車両としては除籍された車両（機械扱い）を改造のうえ使用することもある。また、営業用車両を牽引車代用として使用するケースも多い。
国鉄時代は、1両から数両単位で全国規模で車両が配置転換される場合が多いことから、編成内で各車両の検査サイクルがずれる場合が多く、配転先や工場での検査などの回送に牽引車の登場が多かったが、国鉄分割民営化前後から、車両の管理を従来の1両単位から編成単位で取り扱うケースが多くなったことや機関車の使用が従来ほど難しくなくなったため、牽引車の出番は少なくなっており、車両基地や工場内での車両の入換が主な任務となっている。国鉄末期には、老朽化した複数の事業用車両を1両で置き換えるため、救援車としての機能を併せ持った車両も登場している。
電車ではないが、マヤ34形客車などの検測車を牽引する場合もある。国鉄時代は検測車も機関車牽引であったが、JR旅客各社は機関車の廃止を推し進めて来たため、マヤ34形客車も双頭連結器を装備し、電車での牽引に対応させている。

## 国鉄・JRの牽引車
特記のない限り電車である。
- クモヤ22形
- クモヤ90・クモヤ91・クモヤ440・クモヤ441・クモヤ740
- クモヤ143
- クモヤ145
- クモヤ743形
- E493系
- キヤ143 - 本来は除雪用の気動車だが、冬季以外は除雪装置を外して牽引車として運用する。
- GV-E197系

## 私鉄の牽引車
私鉄では、営業車と兼務している場合もある。
- 西武新101系263F
- 東急7500系
- 横浜高速鉄道Y000系
- 小田急1000形
- 京成3600形3668F
- 伊豆急行クモハ103
- 伊豆箱根鉄道モハ151形
- 近江鉄道220形モハ221・モハ226